# Gustav Heverle
Gustav Heverle (31. ledna 1920 Praha – 22. ledna 2008 Praha) byl český divadelní a filmový herec.

## Životopis
Za okupace navštěvoval Hereckou školu E. F. Buriana a poté byl členem divadla Větrník. Po osvobození Československa vystudoval Státní konzervatoř a po ročním angažmá v Mladé Boleslavi nastoupil do divadla D 49 E. F. Buriana. Od roku 1955 byl členem Divadle ABC, jemuž šéfoval Jan Werich. Divadlo bylo v roce 1962 připojeno k Městským divadlům pražským, kde pak strávil celou dobu své divadelní kariéry (1962–1989). Kromě svého působení v divadle ztvárnil celou řadu filmových rolí, z nichž nejznámější je pravděpodobně role Vítka v Pyšné princezně.

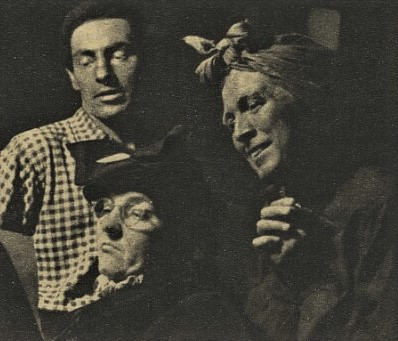
Divadlo D49, inscenace Syn černého lidu, hl. role Gustav Heverle

## Divadelní role, výběr
- 1957 V+W: Balada z hadrů, Prévot, Divadlo ABC, režie Ján Roháč
- 1962 Thornton Wilder: Paní Dolly, dohazovačka, Kornel Hackl, Divadlo ABC, režie Ladislav Vymětal

## Televize
- 1971 Růže a prsten (TV pohádka) – role: Alfréd

## Ocenění
- 1980 titul zasloužilý umělec
- 1994 Cena Senior Prix